# Kasteel van Axel
Het Kasteel van Axel stond in de Nederlandse stad Axel, provincie Zeeland. Het voormalige kasteelterrein is een rijksmonument.

## Geschiedenis
Het oudste kasteel zal rond 1200 zijn gebouwd op een kunstmatige heuvel in de Kerckheede, een water dat bij de kerk was gelegen. Olivier van Axel wordt beschouwd als de eerste kasteelbewoner. Overigens werd er in 1164 in een schenking van grond aan de Gentse Sint-Pietersabdij ook al melding gemaakt van een kasteel in Axel; toen die schenking dertien jaar later werd vernieuwd was er opnieuw sprake van een kasteel. Ook werd Walter van Axel genoemd, de toenmalige ambachtsheer van Axel. Mogelijk is het kasteel dus van een oudere datum dan 1200.
Het stadje Axel werd in 1248 door Jan van Avesnes verwoest, waarbij ook het kasteel schade opliep. In 1295 liep een vreugdevuur uit de hand, waardoor de stad en het kasteel afbrandden. Als gevolg van de oorlog tussen Gent en graaf Lodewijk van Male werd Axel in 1381 door Gentenaren ingenomen en geplunderd, waarbij de ambachtsschout Jan van Axel werd vermoord. Hij liet geen zonen na en was zodoende de laatste kasteelbewoner uit het geslacht Van Axel. Via zijn dochter gingen het kasteel en het ambacht over naar Jan van Massemen. Hierna volgden nog diverse andere familie, waaronder De Vos, Van Gistel en d’Ennetieres.

### Verwoesting
De Bourgondische hertog Filips de Goede nam op 3 juli 1452 Axel in en stak de stad in brand. Filips was namelijk in een strijd verwikkeld met de stad Gent en ging er vanuit dat Axel op de hand was van Gent. Op 15 september werd Axel geplunderd en verwoest door een Gents leger. Hierbij werd ook het kasteel – op dat moment bewoond door Adriaan van Voorhout – verwoest.

### Herbouw en verwoesting
In de tweede helft van de 15e eeuw werd op de oude kasteellocatie een nieuw kasteel gebouwd. Omdat de ambachtsheren niet langer in Axel woonden, had het nieuwe kasteel waarschijnlijk minder status dan zijn voorganger. Het diende nog slechts als verblijfplaats voor de ambachtsheer als deze de stad bezocht.
In 1501 overleed Maria van Berchem, vrouwe van Axel en echtgenote van Jan van Halewijn, op het kasteel.
In 1554 werden herstelwerkzaamheden uitgevoerd aan het kasteel. De Allerheiligenvloed van 1570 bracht echter weer grote schade toe aan het kasteel.
De laatste bewoners van het kasteel kwamen uit de familie Van der Gracht. Bij de inname van Axel in 1574 door de Watergeuzen werd het kasteel verwoest en hierna niet meer opgebouwd.

### Vesting
In 1586 staken Staatse troepen de Landdijk door om een tegenaanval van de Spanjaarden te voorkomen. Dit zorgde ervoor dat de Oostvaart bij Axel veranderde in een getijdengeul, waarbij het oude kasteelterrein (met de eventuele ruïne) in een schorrengebied kwam te liggen. In 1596 besloot Prins Maurits om Axel te voorzien van nieuwe fortificaties en toen deze in 1601 waren afgerond, liepen ze deels over het voormalige kasteelterrein heen.
In 1963-1964 vond een archeologische opgraving plaats door de ROB.

## Beschrijving
Het eerste kasteel lag op een kunstmatige heuvel in de Kerckheede en zou een grote burcht zijn geweest met vier vierkante torens. Dit mottekasteel is mogelijk al in de 12e eeuw gebouwd.
Het tweede kasteel is na de verwoestingen van 1452 gebouwd, vermoedelijk op dezelfde plek als het eerste kasteel. Via een bakstenen poortgebouw kon het omgrachte kasteelterrein worden betreden, dat was omringd door een cirkelvormige wal. Op het terrein stonden een kapel en diverse bijgebouwen, zoals een keuken, stallen en een bakhuis. Het hoofdgebouw had een toren, keukens, diverse kamers en een grote zaal. Net als zijn voorganger stond het kasteel op een heuvel, waarschijnlijk de oorspronkelijke motte van het eerste kasteel.

### Archeologisch onderzoek
Bij de opgraving van 1963-1964 door de ROB werden restanten gevonden van het tweede kasteel, dat na 1452 was gebouwd. Het ging om de resten van de kapel, een bijgebouw en de omwalling. Ook is een deel van de slotgracht aangetroffen. Van de kapel was een deel van 10 bij 10 meter overgebleven; de rest zal zijn weggespoeld bij latere overstromingen.
Het bijgebouw had een afmeting van 40 bij 15 meter en omvatte meerdere vertrekken. De twee grote, verwarmde kamers vormden de oorspronkelijke kern van het gebouw; alle kleine kamers zijn er later tegenaan gebouwd. Van deze kleine vertrekken was er slechts één verwarmd. Het bijgebouw was gefundeerd op een 1 meter dikke laag opgebrachte grond. De westelijk buitenmuur van het gebouw stond in de slotgracht. Aan de noord- en de oostzijde van het gebouw werden de resten gevonden van een muur met een dikte van 50 tot 100 centimeter.
In 2002 werd ten noorden van het bijgebouw een booronderzoek uitgevoerd, omdat op die plek het hoofdgebouw werd verondersteld. Ondanks dat de resultaten onvoldoende waren om de aanwezigheid van fundamenten aan te tonen, werd wel de conclusie getrokken dat zich op die plek het hoofdgebouw van het kasteel moest bevinden.
Resten van het 12-eeuwse mottekasteel zijn niet aangetroffen.
Aldegonde · Kasteel van Axel · Baarland · Baarsdorp · Barbestein · Biervliet · Bieweg · Blodenburg · Huis der Boede · Brijdorpe · Bruëlis · 't Burchtje · Burggravensteen · Buttinge · Coxijde · Crayenstein · Duinbeek · Duivelsberg · Ellewoutsdijk · Filippenburg · Geersdijk · Gistellis · Gravenhof · Slot Haamstede · Kasteel Hellenburg · Herkestein · Heuvelsweg · Hoge Huis · Ter Hooge · Hoogkamer · Kats · Kind van Trente · Kleverskerke · Kortgene · Kreke · Kruiningen · Laterdale · Lodijke · Maalstede (Hulst) · Maalstede (Kapelle) · Magdalon · Hof Ter Moere · Moermond · Te Mortiere · Muiden · Hof ter Nisse (Nisse) · Hof ter Nisse (Ossenisse) · Oostende · Oostende (Goes) · Oosterstein · Poelvoorde · Poortvliet · Popkensburg · De Pottere · Poucques · Pronkenburg · Ravenstein · Saeftingher Slot · Kasteel van Sint-Maartensdijk · Schengen · Sluis · Smallegange · Stavenisse · Tolhuis van Iersekeroord · Huus ter Tolne · Torenberg · Torenhoeve · Toren van Bourgondië · Troye · Valkenisse · Vinninghen · Vlissingen · Voorhoute · Waarde · Watervliet · Weldamme · Welland · Huis te Werf · Te Werve · Westenschouwen · Westhove · Westkerke · Windenburg · Zandenburg · Zwanenburg